# Liste traditioneller tibetischer Druckorte
Dies ist eine Liste traditioneller tibetischer Druckorte. Zu den drei bedeutendsten traditionellen tibetischen Druckstätten zählen Dege Parkhang in Dêgê (Kham), der Potala in Lhasa und das Kloster Narthang in Shigatse.

## Übersicht
- Dege Parkhang (Dege Gönchen) in Dêgê, Autonomer Bezirk Kardze der Tibeter, Sichuan (Kham)
- Druckerei von Pelpung Thubten Chökhor Ling in Dêgê (Kham)
- Kloster Narthang in Shigatse, Tibet
- Potala in Lhasa, Tibet
  - Ganden Phüntshog Parkhang (dpa’i ldan phun tshogs par khang), 17. Jhd.[4]
  - Shol Parkhang in Lhasa, Shol Printing House (zhol par khang), 13. Dalai Lama[4]
- Chone-Kloster im Kreis Jonê (Chone) des Autonomen Bezirks Gannan der Tibeter, Südwest-Gansu (Amdo)
- Labrang-Kloster, Gansu
- Peking
- Punakha (sPungs thang), Bhutan
- Rakya-Kloster, Machen, Golog, Qinghai
- Amchok Ganden Chökhorling
- Shalu-Kloster